# Донабедов, Акоп Тигранович
Акоп Тигранович Донабедов (род. 3 декабря 1910, Турция) — советский учёный-геофизик, специалист по поиску полезных ископаемых. Доктор геолого-минералогических наук, профессор.

## Биография
Родился 3 декабря 1910 года в селе Канина (современная Турция).
В 1934 году окончил кафедру геофизики Ленинградского Горного института.
В 1934 году начал работать в Центральном научно-исследовательском геологоразведочном институте (ЦНИГРИ) в Ленинграде.
В 1938 году получил степень кандидата геолого-минералогических наук.
В 1939—1940 годах был доцентом кафедры геофизических методов разведки Ленинградского Горного института
С 1940 года — старший научный сотрудник Институте геологических наук АН СССР в Москве.
В 1943 году защитил диссертацию и получил степень доктора геолого-минералогических наук.
C 1944 года работал по обобщению материалов по Западной Сибири в Комиссии по определению перспектив нефтеносности Сибири и геолого-разведочных работ на её территории.
В 1948 году принял активное участие в Ноябрьской сессии ИГН АН СССР, где выступал за развитие геофизики.
C 1959 года работал в Московском институте горючих полезных ископаемых АН СССР.
Работал в экспедициях в Донецком угольном бассейне, в Европейской части СССР и Сибири.
Скончался[где?][уточнить].

## Членство в организациях
- Член-корреспондент АН СССР[уточнить][6]

## Публикации
Автор более 150 публикаций, среди них:
- Донабедов А. Т. К вопросу о соотношении геофизики с геологией и физикой // Взаимодействие наук при изучении Земли : сб. ст. — М., 1964. — С. 181—188.